# انگور رودخانه‌ای
انگور رودخانه‌ای (نام علمی: Vitis riparia) با نام‌های رایج انگور کرانه رودخانه یا انگور فراست، تاک بومی آمریکای شمالی است. به عنوان یک تاک کوهنوردی یا پیاده‌راه، به‌طور گسترده در مرکز و شرق کانادا و بخش‌های مرکزی و شمال شرقی ایالات متحده، از کبک تا تگزاس و شرق مونتانا تا نوا اسکوشیا پراکنش دارد. گزارش‌هایی از جمعیت‌های جداشده در شمال غربی ایالات متحده وجود دارد، اما احتمالاً این جمعیت طبیعی شده‌اند. عمر طولانی دارد و می‌تواند به تاج پوشش بالایی بلندترین درختان برسد. میوه‌های تیره‌رنگی تولید می‌کند که هم برای پرندگان و هم برای مردم جذاب است و به‌طور گسترده در کشت انگور تجاری به عنوان پایه پیوندی و در برنامه‌های اصلاح نژاد انگور ترکیبی به کار رفته است.

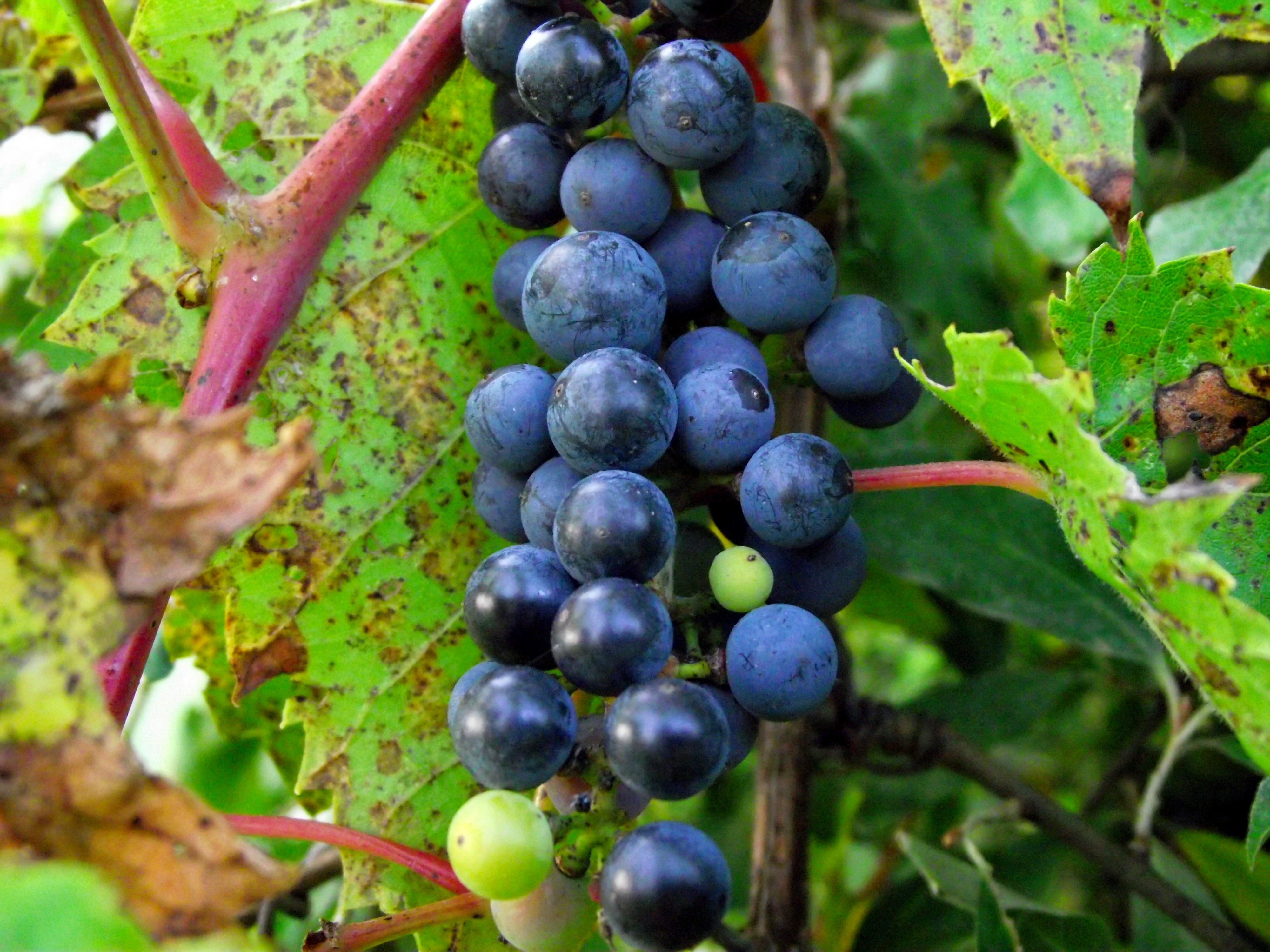
انگور فراست (جنوب شرقی میشیگان)